# Kripa

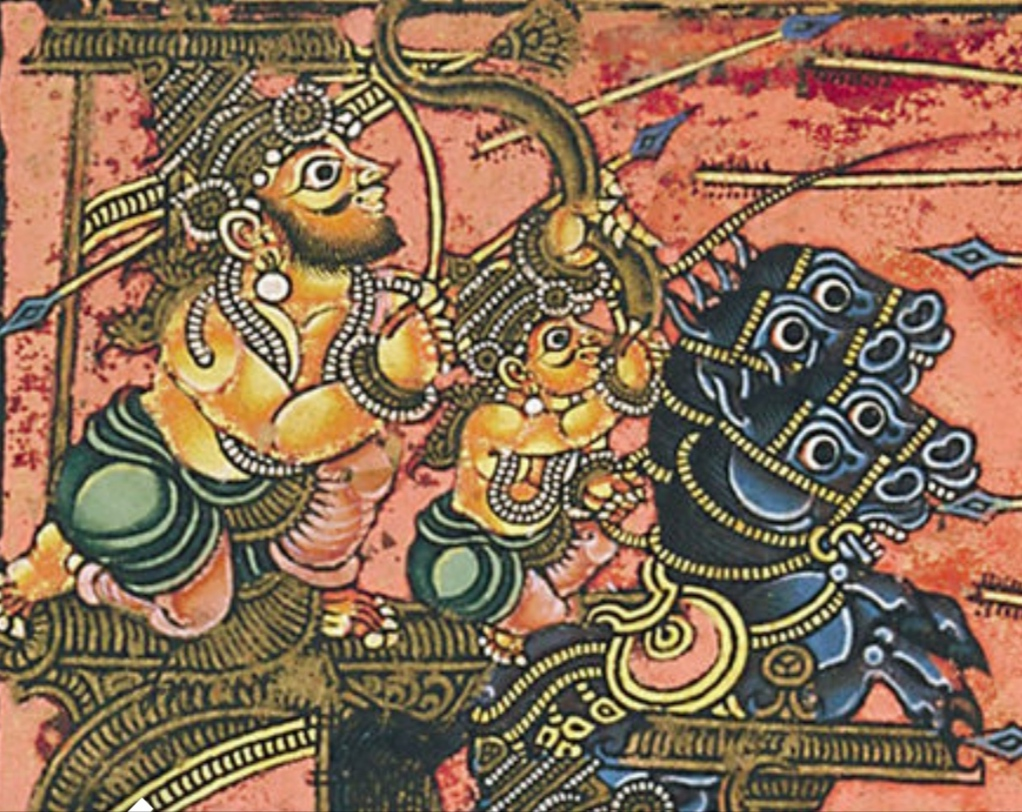
Kripa lors de son combat contre Shikhandi

Kripa ( sanskrit : कृप , translitération Krpa), également connu sous le nom de Kripacharya (sanskrit : कृपाचार्य , littéralement Kripa le maître ), est une personnalité mythique de l'histoire hindoue. Selon l'épopée du Mahabharata, il siège au conseil du royaume de Kuru et éduque les princes Pandava et Kaurava.
Fils du sage et guerrier Sharadvan et de l'apsara Janapadi, Kripa a une sœur :  Kripi. Ils ont été adoptés par le roi Shantanu du royaume de Kuru. Il a été éduqué par son père biologique et est devenu, comme lui, un grand archer,. Plus tard dans l'épopée, il a combattu aux côtés des Kauravas contre les Pandavas lors la bataille de Kurukshetra et fait partie des rares survivants de ce conflit.
Kripa est considéré comme un Chiranjivi, un être immortel destiné à vivre jusqu'à la fin de l'âge de fer (Kali Yuga). Selon certains textes, il deviendra également l'un des Saptarishi - les sept sages vénérés - lors du prochain cycle cosmique de la cosmologie hindoue.